# Frank van Hallen
Frank van Hallen (parfois Frank de la Halle ou Frank de Hale) est un soldat brabançon au service du roi Édouard III d'Angleterre mort en 1375. Il est sénéchal de Gascogne en 1349 et chevalier de l'ordre de la Jarretière en 1359. 

## Biographie
Frank van Hallen commande pour le roi d'Angleterre la garnison du château d'Auberoche, assiégée en 1345  par une armée française sous le commandement de Louis I de Poitiers, comte de Valentinois. Profitant de l'arrivée d'une troupe anglo-gasconne menée par Henry de Grosmont, comte de Derby, Hallen rassemble tous ses cavaliers pour prendre les Français à revers. La bataille d'Auberoche est une victoire anglaise, et Louis de Valentinois lui-même y perd la vie,. 

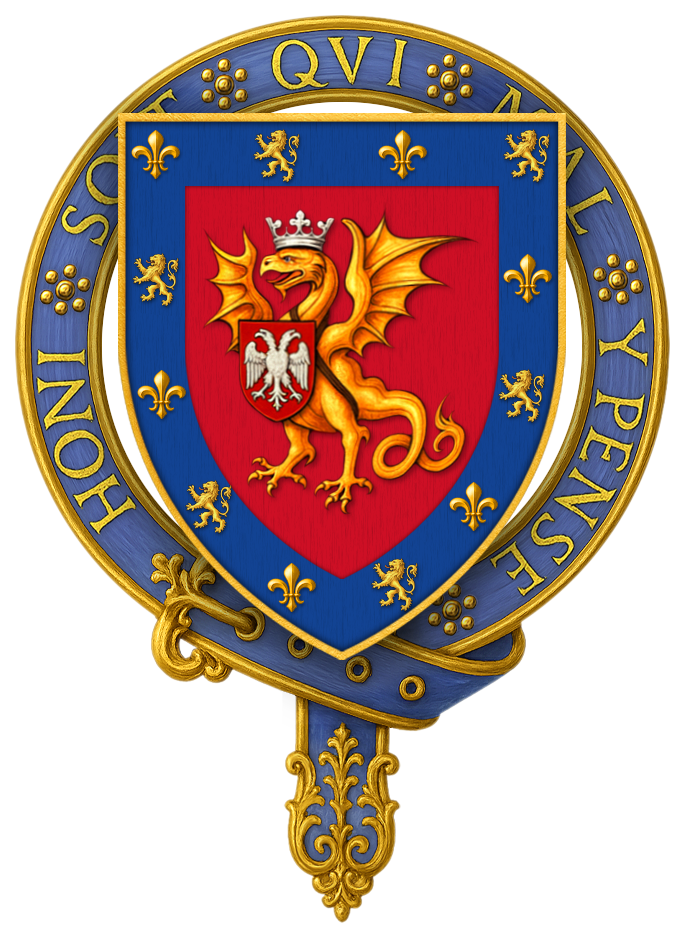
Armoiries de sir Franke Van Hallen, telles qu'elles figurent sur sa plaque de stalle dans la chapelle Saint-Georges de Windsor (réputées erronées).

Le 20 juin 1349, Hallen est nommé sénéchal de Gascogne. Il combat à la bataille de Poitiers en 1356, et est fait chevalier de l'ordre de la Jarretière en 1359
Il a eu plusieurs fils de ses trois mariages. Il est inhumé dans la cathédrale Saint-Rombaut de Malines, dans l'actuelle Belgique[réf. souhaitée].